# Tunc navis Petri
Tunc navis Petri (česky Tehdy loď Petrova) byla papežská bula vydaná papežem Benediktem XI. 25. března 1304 v Římě.
V této bule byl francouzský král Filip IV. Sličný, jeho manželka Jana I. Navarrská a děti zbaveni církevní klatby. Tu na ně uvrhl papež Bonifác VIII. bulou Clericis laicos jako odplatu za zákaz odvodu církevních daní papežskému stolci a jeho přesměrování do francouzské pokladny. Vyhrocený spor pokračoval až k plánovanému vydání buly Super Petri solio a zajetí papeže v Anagni, ze kterého sice Bonifác VIII. utekl, nedožil však déle než pět týdnů. Po jeho smrti nastoupil na papežský stolec Benedikt XI., který s Francií spolupracoval a odvolal tak onu klatbu. Jejím pokračováním pak byla bula Quanta nos fili.